# Wola Kiedrzyńska
Wola Kiedrzyńska – wieś w Polsce położona w województwie śląskim, w powiecie częstochowskim, w gminie Mykanów.
W latach 1975–1998 miejscowość administracyjnie należała do województwa częstochowskiego.
Główne ulice:
- Akacjowa;
- Mykanowska.

Mniejsze ulice:
- Polna;
- Mała.